# 米津知子
米津 知子（よねづ ともこ、1948年 - ）は、日本の女性障害当事者として社会運動に取り組んでいる人物である。

## 概要
東京都生まれ。2歳7ヶ月でポリオに感染し、右足首に麻痺がある。養護学校には通わず、普通学級の中で進学して多摩美術大学デザイン科に入学。学生運動にも参加するが、社会運動内での家父長制及び女性差別を感じて、1970年に女のグループ「思想集団エス・イー・エックス」結成に参加。1972年～1977年ごろまで田中美津らのリブ新宿センターに参加した。
1972年には優生保護法の改正の動きが起こった。米津は障害者団体の全国青い芝の会らとともにこの法改正に反対した。他方で当時の障害者運動は男性障がい者中心の発想が目立った。青い芝の会の横塚晃一の著書タイトル「母よ!殺すな」がその一例である。米津は日本社会では子育ては女性（母）に過度な責任が負わされており、男性（父）は子育てや出産から遠い関係なのでそもそも殺さないで済んでいるといるのではないかと後、2004年に青い芝の会の横田弘との対談で語っている。このように相反する障害当事者としての立場と女性としての立場で戸惑いつつも米津は活動を続けた。やがて「子どもに手をかける女性ではなく、障害児殺しをさせる国、女性を使って行われる優生政策に、一緒に怒りたい」という境地に至った。
1974年4月、東京国立博物館でモナ・リザ展が開催。文化庁が混雑防止のため、開催前に「混雑が予想されるから、付き添いが必要な障害者や老人、赤ん坊づれは観覧を遠慮した方がいい」という談話を発表すると各障害者団体等は抗議活動を行った。後に文化庁は方針を転換して、付き添いを必要とする人の入場が行える「身障者デー」を開催したが「一日だけの特別扱いは障害者差別」とこれにも抗議の声が殺到した。開催初日に米津はモナ･リザに赤いスプレーを噴射、モナリザ本体にはほぼかからず、下のガラスケースを赤く染めた。この件で米津は器物破損の容疑で警視庁に逮捕される。いわゆる「モナ・リザスプレー事件」である。事件後、1975年12月まで裁判闘争を行ったが、最高裁が上告却下の判決を下して科料3000円の刑が確定した。
1982年発足の「SOSHIREN 女（わたし）のからだから」、1986年発足の「DPI女性障害者ネットワーク」では立ち上げ時の主要メンバーとして活動し続けている。
2003年6月、衆議院の内閣委員会で、参考人として発言する。
2014年1月、内閣府の障害者政策委員会にDPI女性障害者ネットワークメンバーとして意見を述べている
。2014年発表のドキュメンタリー映画の「何を怖れる -フェミニズムを生きた女たち」に出演。

## 著書
- （共著）齋藤有紀子編『母体保護法とわたしたち――中絶・多胎減数・不妊手術をめぐる制度と社会』 明石書店，271p 2002年9月　ISBN 9784750316178
- （共著）優生手術に対する謝罪を求める会編『優生保護法が犯した罪――子どもをもつことを奪われた人々の証言』274P  現代書館　2003年9月1日 ISBN 9784768468616
- （共著）横田弘『否定されるいのちからの問い――脳性マヒ者として生きて 横田弘対談集』現代書館，262p　2004年 ISBN 9784768434376
- （共著）大橋由香子　『女（わたし）のからだから――SOSHIRENと障害者運動がつないできたもの』現代思想45-8 特集＝障害者――思想と実践　238p 青土社 2017年5月 ISBN 9784791713424

## 参考資料
- 松井久子編　『何を怖れる――フェミニズムを生きた女たち』岩波書店，204p　2014年10月 ISBN 9784000241717
- 荒井裕樹「凜として灯る」現代書館 2022年6月21日 ISBN 9784768435922
- arsvi . com 米津知子（立岩真也のサイト）
- “女性差別　わたしの視点②　ダブルマイノリティの立場から～DPI女性障害者ネットワーク・米津知子さんに聞く～”. 2021年12月閲覧。 （日本放送協会 ハートネットTV）